# Filip Mladenović
Filip Mladenović (srbskou cyrilicí: Филип Mлaдeнoвић; * 15. srpna 1991) je srbský profesionální fotbalista, který hraje na pozici levého obránce za klub řecké Superligy Panathinaikos a srbský národní tým.

## Klubová kariéra

### Borac Čačak
V sezóně 2010/11 se stal členem seniorského týmu Borac Čačak, v této sezóně odehrál 18 ligových zápasů. Hrál na pozici levého obránce.

### Crvena zvezda Bělehrad
Mladenović podepsal čtyřletou smlouvu s Crvenou zvezdou Bělehrad 17. prosince 2011. V létě 2013 se Rudá hvězda zúčastnila Uhrencupu ve Švýcarsku, kde prohrála finále proti FC Basilej se skóre 2:1. Mladenović skóroval za Crvenou zvezdu a byl zvolen nejlepším hráčem zápasu, za což měl dostat hodinky jako cenu, ale odmítl to ze zklamání z prohry. Na konci roku 2013 se finanční situace Crvené zvezdy stala velmi nestabilní, protože hráči a zaměstnanci po několika měsících čekání nedostávali zaplaceno. Navzdory častým skórováním a proházené sestavě hrál Mladenović převážně jako levý obránce pod trenérem Ricardem Sá Pintem, který řekl, že Mladenovićův herní styl mu připomíná Fábia Coentrãa. Exodus začal, když Sá Pinto na emotivní tiskové konferenci oznámil, že už nemůže pracovat ve Crvene zvezdě kvůli nestabilitě v administrativě týmu. Dne 5. října 2013 podal Mladenović žádost o ukončení smlouvy s Red Star. Arbitrážní výbor FSS rozhodl 23. listopadu ve prospěch Mladenoviće a udělil mu status volného hráče.

### BATE Borisov
Dne 23. února 2014 srbský zpravodajský portál B92 oznámil, že Mladenović podepsal tříletou smlouvu s běloruským týmem BATE Borisov. Za BATE debutoval v roce 2014 ve finále běloruského Superpoháru proti FK Minsk a po 20 minutách hry vstřelil gól. 29. září 2015 vstřelil Mladenović dva góly za BATE ve skupině E Ligy mistrů UEFA 2015/16 proti AS Řím. Díky své průlomové hře byl Mladenović 1. října 2015 zařazen do "Týmu týdne" Ligy mistrů UEFA. Později téhož měsíce AC Milán projevil zájem o Mladenoviće díky tomu, že jejich trenér Siniša Mihajlović znal Mladenoviće jako trenér z národního týmu.

### 1. FC Köln
Dne 5. ledna 2016 podepsal Mladenović smlouvu na tři a půl roku s německým klubem 1. FC Köln.

### Legia Varšava
Dne 1. července 2020 podepsal tříletou smlouvu s polským týmem Ekstraklasy Legia Varšava. Svůj první gól za Legii vstřelil 14. srpna 2020 při svém debutu při vítězství 6:1 v polském poháru proti GKS Bełchatów. Svůj první ligový gól za Legii vstřelil 2. listopadu 2020 při výhře 3:0 nad Wartou Poznań. Dne 2. května 2023 vyhrál polský pohár, když ve finále na Národním stadionu porazil Raków Częstochowa, než byl 5. května 2023 potrestán disciplinární komisí Polského fotbalového svazu za pozápasové chování s tříměsíční diskvalifikací za všechny zápasy (včetně těch mimo Polsko) a finančním trestem ve výši 120 000 zlotých. Smlouva mu skončila po sezoně 2022/23.

### Panathinaikos
Dne 12. června 2023 řecký Panathinaikos oznámil podpis dvouleté smlouvy s Mladenovićem.

## Reprezentační kariéra
Mladenović debutoval za srbskou fotbalovou reprezentaci pod trenérem Sinišou Mihajlovićem 31. května 2012 při prohře 0:2 s Francií.
V listopadu 2022 byl vybrán do srbského týmu pro Mistrovství světa ve fotbale 2022 v Kataru. Nastoupil v zápase základní skupiny proti Brazílii.

## Statistiky

### Klubové
Platí k zápasu hranému 2. května 2023.
| Klub              | Sezóna            | Liga               | Liga   | Liga | Pohár  | Pohár | Kontinentální | Kontinentální | Ostatní | Ostatní | Celkově | Celkově |
| Klub              | Sezóna            | Divize             | Zápasy | Góly | Zápasy | Góly  | Zápasy        | Góly          | Zápasy  | Goals   | Zápasy  | Góly    |
| ----------------- | ----------------- | ------------------ | ------ | ---- | ------ | ----- | ------------- | ------------- | ------- | ------- | ------- | ------- |
| Borac Čačak       | 2010/11           | Srbská SuperLiga   | 18     | 0    | 0      | 0     | —             | —             | —       | —       | 18      | 0       |
| Borac Čačak       | 2011/12           | Srbská SuperLiga   | 13     | 0    | 2      | 0     | —             | —             | —       | —       | 15      | 0       |
| Borac Čačak       | Celkově           | Celkově            | 31     | 0    | 2      | 0     | —             | —             | —       | —       | 33      | 0       |
| Crvena zvezda     | 2011/12           | Srbská SuperLiga   | 12     | 2    | 3      | 0     | —             | —             | —       | —       | 15      | 2       |
| Crvena zvezda     | 2012/13           | Srbská SuperLiga   | 26     | 0    | 3      | 0     | 6             | 1             | —       | —       | 35      | 1       |
| Crvena zvezda     | 2013/14           | Srbská SuperLiga   | 4      | 0    | 2      | 0     | 4             | 0             | —       | —       | 10      | 0       |
| Crvena zvezda     | Celkově           | Celkově            | 42     | 2    | 8      | 0     | 10            | 1             | —       | —       | 60      | 3       |
| BATE              | 2014              | Vysšaja liga       | 26     | 2    | 7      | 0     | 8             | 0             | 1       | 1       | 42      | 3       |
| BATE              | 2015              | Vysšaja liga       | 21     | 2    | 2      | 0     | 12            | 2             | 1       | 0       | 36      | 4       |
| BATE              | Celkově           | Celkově            | 47     | 4    | 9      | 0     | 20            | 2             | 2       | 1       | 78      | 7       |
| 1. FC Köln        | 2015/16           | Bundesliga         | 14     | 0    | 0      | 0     | —             | —             | —       | —       | 14      | 0       |
| 1. FC Köln        | 2016/17           | Bundesliga         | 2      | 0    | 0      | 0     | —             | —             | —       | —       | 2       | 0       |
| 1. FC Köln        | Celkově           | Celkově            | 16     | 0    | 0      | 0     | —             | —             | —       | —       | 16      | 0       |
| Standard Lutych   | 2016/17           | Jupiler Pro League | 5      | 0    | 0      | 0     | —             | —             | —       | —       | 5       | 0       |
| Standard Lutych   | 2017/18           | Jupiler Pro League | 0      | 0    | 0      | 0     | —             | —             | —       | —       | 0       | 0       |
| Standard Lutych   | Celkově           | Celkově            | 5      | 0    | 0      | 0     | —             | —             | —       | —       | 5       | 0       |
| Lechia Gdańsk     | 2017/18           | Ekstraklasa        | 14     | 0    | —      | —     | —             | —             | —       | —       | 14      | 0       |
| Lechia Gdańsk     | 2018/19           | Ekstraklasa        | 35     | 3    | 6      | 0     | —             | —             | —       | —       | 41      | 3       |
| Lechia Gdańsk     | 2019/20           | Ekstraklasa        | 25     | 0    | 3      | 0     | 2             | 0             | 1       | 0       | 31      | 0       |
| Lechia Gdańsk     | Celkově           | Celkově            | 74     | 3    | 9      | 0     | 2             | 0             | 1       | 0       | 86      | 3       |
| Legia Varšava     | 2020/21           | Ekstraklasa        | 29     | 7    | 3      | 1     | 4             | 0             | —       | —       | 36      | 8       |
| Legia Varšava     | 2021/22           | Ekstraklasa        | 19     | 0    | 3      | 0     | 13            | 1             | 1       | 0       | 36      | 1       |
| Legia Varšava     | 2022/23           | Ekstraklasa        | 26     | 6    | 4      | 0     | 0             | 0             | 0       | 0       | 30      | 6       |
| Legia Varšava     | Celkově           | Celkově            | 74     | 13   | 10     | 1     | 17            | 1             | 1       | 0       | 102     | 15      |
| Panathinaikos     | 2023/24           | Řecká Superliga    | 0      | 0    | 0      | 0     | 0             | 0             | —       | —       | 0       | 0       |
| Celkově v kariéře | Celkově v kariéře | Celkově v kariéře  | 289    | 22   | 38     | 1     | 49            | 4             | 4       | 1       | 380     | 28      |

### Reprezentační
Platí k zápasu hranému 20. června 2023.
| Národní tým | Rok     | Zápasy | Góly |
| ----------- | ------- | ------ | ---- |
| Srbsko      | Rok     | Zápasy | Góly |
| 2012        | 1       | 0      |      |
| 2013        | 0       | 0      |      |
| 2014        | 0       | 0      |      |
| 2015        | 0       | 0      |      |
| 2016        | 5       | 0      |      |
| 2017        | 0       | 0      |      |
| 2018        | 0       | 0      |      |
| 2019        | 4       | 0      |      |
| 2020        | 5       | 1      |      |
| 2021        | 3       | 0      |      |
| 2022        | 3       | 0      |      |
| 2023        | 3       | 0      |      |
| Celkově     | Celkově | 24     | 1    |

#### Reprezentační góly
Skóre a výsledky Srbska jsou vždy zapsány jako první. Góly Filipa Mladenoviće jsou zvýrazněny.
| Gól | Datum              | Místo                                   | Zápas | Soupeř | Skóre | Výsledek | Soutěž                     |
| --- | ------------------ | --------------------------------------- | ----- | ------ | ----- | -------- | -------------------------- |
| 1.  | 18. listopadu 2020 | Stadion Crvena Zvezda, Bělehrad, Srbsko | 15.   | Rusko  | 5:0   | 5:0      | Liga národů UEFA 2020/2021 |

## Úspěchy
Crvena zvezda Bělehrad
- Srbský pohár: 2011/12

BATE Borisov
- Vysšaja liga: 2014, 2015
- Běloruský pohár: 2014/15
- Běloruský Superpohár: 2014, 2015

Lechia Gdańsk
- Polský pohár: 2019
- Polský Superpohár: 2019

Legia Varšava
- Ekstraklasa: 2020/21
- Polský pohár: 2022/23

Individuální
- Tým sezóny Srbské SuperLigy: 2011/12
- Hráč sezóny Ekstraklasy: 2020/21
- Obránce sezóny Ekstraklasy: 2020/21